# Koldín (zámek)
Koldín je renesanční zámek ve stejnojmenné vesnici v okrese Ústí nad Orlicí v Pardubickém kraji. Založen byl koncem šestnáctého století Janem Hilebrantem Lickem z Rýzmburka, ale krátce poté jej získali Žejdlicové ze Šenfeldu. Během třicetileté války se Koldín stal součástí častolovického panství, a od té doby sloužil jen jako sídlo vrchnostenských úředníků. Zámek je chráněn jako kulturní památka.

## Historie
Prvním panským sídlem v Koldíně bývala tvrz, která stávala v areálu hospodářského dvora. Když vesnici před rokem 1589 získal Jan Hilebrant Licek z Rýzmburka, nechal si v jejím sousedství založit nový zámek postavený v renesančním slohu. Stavba byla dokončena v roce 1605, ale předtím Jan Hilebrant statek 22. září 1604 prodal Markétě Žejdlicové ze Šenfeldu, rozené Zárubové z Hustířan. Podle smlouvy k panství patřila tvrz Koldín s poplužním dvorem, kovárnou, haltýři, sádkou, dvěma mlýny, dvorem Kozíčky s krčmou a vesnicemi Koldín, Hradiště a Turov. Panství Markétě patřilo ještě v roce 1615, ale po ní jej vlastnila Anna ze Šenfeldu, pravděpodobná Markétina dcera. Ta Koldín 16. března 1637 prodala Anně z Oppersdorfu, manželce Oty z Oppersdorfu, majitele Častolovic.
Od té doby koldínský zámek ztratil svou funkci vrchnostenského sídla a začal sloužit úředníkům místního statku. Když zemřel Jan Václav Hynek z Oppersdorfu, rozdělili si 30. května 1682 jeho synové častolovické panství. Koldín připadl Janu Václavovi z Oppersdorfu. Při této příležitosti byl zámek popsán jako „tvrz v Koldíně se světnicemi, komorami, kapličkou, sklepy suchými i podzemními, se starou vinopalnou, s pustým při dolejších vratech stavením“. Jan Václav chtěl od bratra Jana Josefa koupit Týniště. Zadlužil se však, a proto se s bratrem 27. dubna 1684 dohodl tak, že Jan Josef převezme Koldín. Dluhy však vyrovnat nedokázal, a protože zadlužen byl i Jan Josef, prodali oba bratři své statky Tomáši Černínovi z Chudenic, který Koldín připojil zpět k Častolovicím.
V roce 1694 častolovické panství koupil Adolf Vratislav ze Šternberka a jeho potomkům koldínský zámek patřil až do roku 1924. Během osmnáctého a devatenáctého století jej několikrát upravovali pro potřeby ubytování úředníků. Při některé z úprav nechali zazdít přízemní arkády, zrušili kapli a upravili uspořádání interiérů prvního patra. V roce 1829 zámek vyhořel.
Při první pozemkové reformě v roce 1924 zámek koupil J. Zámečník, který opravil fasády, přičemž byla odkryta a částečně opravena renesanční sgrafita. Ta byla znovu opravena v letech 1960–1971, kdy objekt využívalo Jednotné zemědělské družstvo Mostek jako byty a závodní jídelnu. Družstvu zámek přestal sloužit koncem sedmdesátých let dvacátého století a v roce 1991 byl zámek vrácen dědicům J. Zámečníka, kteří zahájili jeho opravu.

## Stavební podoba
Jednopatrová zámecká budova stojí na západním okraji hospodářského dvora. Z hlavního traktu vystupuje nevelké schodišťové křídlo, takže celá budova má půdorys písmena L a na jihozápadní straně přiléhá k původnímu hospodářskému křídlu. Fasády jsou zdobené zbytky sgrafit. Dominantou prvního patra v hlavním průčelí je arkádová chodba.